# Inmigración francesa en Honduras
Inmigración de ciudadanos franceses hacia la república de Honduras se ha dado por diferentes motivos. Honduras tiene un aproximado de unos 5,953 ciudadanos franceses con nacionalidad Hondureña.

## SigloXVI
Franceses son abatidos en Guatemala, debido a esto en 1595, el doctor Francisco de Sande emite un Auto de fecha 23 de agosto de 1595 para favorecer a los habitantes de Puerto de Caballos, asimismo dando privilegios a quienes decidieran quedarse a residir allí. Habiendo tenido conocimiento dicho doctor que unos españoles y negros (mulatos libres y esclavos) habían desbaratado una escuadra de 32 franceses y el mismo doctor Sande emitió otro Auto fehado en Guatemala 7 de septiembre del mismo año, donde reconce la hazaña y promociona recompensar el enfrentamiento de los invasores franceses a territorios españoles.

## SigloXVII
A finales de 1660, el aventurero francés Jean-David Nau, más conocido como François l'Olonnais o 'El Olonés' luego de haberse tomado Puerto Cavallos (Puerto Cortés Honduras) se dirigió al sur, a la Villa de San Pedro. A su arribo, El Olonés observó lo fortificado de la villa y aunque decidió atacarla, el combate duro alrededor de unas cuatro horas, habiendo muertos y heridos de ambos lados, se realizó una tregua a la cual los sampedranos en ese lapso desocuparon la villa llevándose sus riquezas y escondiendo los otros objetos ue no se podían cargar; cuando el Olonés entró a la villa y se encontró con que apenas quedaba una pequeña porción de índigo. Tras el fracaso, el Olonés quemó la villa.
En el año de 1678, los corsarios de origen francés atacan uno a uno los sitios españoles de: Maracaibo, Trujillo, Trinidad y Margarita. Coxon, un antiguo socio del pirata Henry Morgan, saquea los puertos de Honduras.

## SigloXVIII
Después de la Revolución francesa de 1789 el nuevo gobierno francés emprendió la reconquista -por la fuerza- de aquellas tierras que habían sido francesas y que durante el reinado de Luis XVI habían quedado en manos de los ingleses. Haití, San Vicente y otras islas caribeñas eran los objetivos del nuevo gobierno popular, en 1791 hubo revueltas en la isla de San Vicente entre fuerzas francesas y Garífunas, partiendo de este fue que los segundos se revelaron.
Durante los años de 1795 a 1796 se registra que habitantes franceses mezclados (negros caribes) de la isla inglesa de San Vicente, son deportados hacia la isla de Ruatan (Roatán), logrando asilo finalmente en territorio español en la vecina Trujillo sobre la costa septentrional de Honduras, donde se desarrollaron.

## SigloXIX
En primer lugar fueron los españoles quienes primeramente explotaron los yacimientos mineros de Honduras, seguidamente de los franceses, estadounidenses y luego los ingleses. En el siglo XIX una cantidad menor de franceses se establecía en el centro y oriente del país. La primera oleada de inmigrantes franceses hacia Centroamérica queda registrada en 1804, huyendo estos de la revolución en Haití de François Dominique Toussaint-Louverture.
El señor originario de la Bretaña francesa, coronel Romain Beaugrand, hijo de Louis Beaugrand, cruza la frontera de Nicaragua para establecerse en el oriente de Honduras a principios del siglo XIX, colocándo una empresa minera, para lo cual solicitaría el permiso de residencia ante las leyes hondureñas y a lo cual el Congreso Nacional en esos tiempos, autorizó su estadía y asimismo castellanizo su nombre original francés Romain Beaugrand por el de Roman Bográn. En 1810 es residente de Yuscarán y de su relación con la hondureña Agustina Bonilla, en 1811 queda registrado el nacimiento de su hijo Saturnino Bográn Bonilla (Beaugrand, ya castellanizado). Romain Beaugrand con la relación con la hondureña Ramona Plata, nace Nicolás Bográn Plata y Samuel Bográn Plata Beaugrand se establece en San Juan de Flores donde gestiona sus negocios y a su vez, por su codición de militar es fiel a las órdenes de José Francisco Morazán Quezada, luego fue nombrado Comandante de armas de Olancho con el fin de apaciguar una revuelta en aquel territorio al cual llegó al mando de doscientos hombres, bajo órdenes de Diego Vigil Cocaña; en esta misión, el coronel Beaugrand pereció ahogado en el mes de noviembre de 1828, en las aguas de la que hasta el día de hoy se conoce con el nombre de Laguna Bográn.
En 1804 el coronel Ramón Anguiano realizó un censo de habitantes en el norte de Honduras, principalmente en los puertos de Trujillo, arrobaja el dato siguiente los negros Caribes de todas las edades y sexos eran 1632. Los varones en estado de tomar las armas, computando todos los solteros, casados, viudos, 496. Reduciendo el número total de Caribes a la quita parte, no pasaba de 327. Los restantes habitantes de Trujillo -españoles, ladinos, morenos franceses y esclavos- sumaban 970.
Cuando Honduras aún no se había independizado, en 1820 el general Louis-Michel Aury al mando de tropas independentistas sudamericanas y bajo bandera de la República de la Gran Colombia, atacó los puertos hondureños de Omoa y Trujillo, de quien se dice, atacó por su propia iniciativa y no bajo órdenes de Simón Bolívar de los pocos que pusieron resistencia al ataque, estaban los Caribes que formaban parte de la guarnición española permanente de la Villa de Tegucigalpa y de la Villa de Santiago de los Caballeros de Guatemala, dos de ellos perecieron.
El ciudadano francés José Durand, llegá a Honduras a la cual establece su nueva residencia, con los años se casa con Dolores Romero.
Los ciudadanos franceses Pierre Bolligaud y Juan Leclerc procedentes de Bearn llegan a Honduras y se establecen como comerciantes de una tienda en Yuscarán, dicha tienda a la muerte de Leclerc quedó su esposa Lucile Leclerc como heredera y luego su sobrina Honorine Lerniere.
En 1825, Pedro José Gouermes arrendó al señor Pedro Bustamante, una mina localizada en Yuscarán.
Cuando el gobierno de José María Medina emprendió con la construcción del Ferrocarril Nacional de Honduras, el gobierno contrato los servicios del señor Jean Víctor Herrán Houyou como ministro plenipotenciario de la nación ante los reinos europeos con el fin de promover y tramitar las gestiones de préstamos, el señor actuó junto con el hondureño Carlos Gutiérrez Lozano. A mediados del siglo XIX llegó a Honduras la señora Victorine Berlioz, nacida en Francia en 1836 y colocando su residencia en la capital de Honduras -en aquel encontes- Comayagua donde se desenvolvió como comerciante, fallecería en esta ciudad en 1897 y siendo sepultada sus restos en la iglesia de San Francisco. De su descendencia resalta su hija Eloise Berlioz Kirpatrick.
El Abate francés y pionero de la arqueología mesoamericana Charles Étienne Brasseur de Bourbourg llega a Honduras en 1864, y en su carta de fecha 20 de enero de ese año, enviada a la Academia de Inscripciones y Bellas Artes de Madrid, menciona la belleza encontrada en Copán, las estructuras, obeliscos e inscripciones glíficas, agregando que los señores ingleses Rob Owen y Osbert Salm han tomado fotografías de los restos.
El presidente general Luis Bográn Barahona -descendiente directo de inmigrante francés- emitió en su mandato la promoción y facilidad de entradas tanto de inversores extranjeros como de inmigrantes a Honduras, como lo haría su antecesor el presidente Marco Aurelio Soto Martínez. Bográn, nombró a Ramón Antonio Vallejo, para que elaborara el censo general de la República de Honduras levantado un 15 de junio de 1887, de los trece departamentos existentes (excluyéndose la Mosquitía) y en el cual reflejaba una pobre nación,... El mismo censo reflejaba la presencia de extranjeros en el país y lo registraba así: 185 norteamericanos, 77 españoles, 72 franceses, 1,033 ingleses, 43 alemanes, 4 rusos, 2 suizos, 13 italianos, 4 belgas, 2 daneses, 1 holandés, 1 portugués, 1 brasileño y 1 chino, sin contar los centroamericanos y otros hispanoamericanos como México y Colombia
En la misma administración de Bográn fungío el francés Henri Gastón Burgois, como Director de Obras Públicas y escribió un folleto sobre la geografía de Honduras
Durante el gobierno del presidente José Policarpo Bonilla Vásquez se dio un gran auge a los empresarios mineros ingleses, quienes dejaron siempre a los mineros y comerciantes franceses asentados en Yuscarán, trabajar en sus comercios.

## SigloXX
En este siglo el gobierno de Honduras, emitió Leyes de Inmigración para que los extranjeros pudieran afincarse y unirse de una y otra forma dentro del aspecto económico y social hondureño.
En 1911 la participación de los inmigrantes en el desarrollo del país es evidente especialmente las familias provenientes de Europa (Alemania, Italia, Francia) los principales rubros de comercialización eran el café, banano, maderas preciosas, oro y plata.
- De la unión del inmigrante francés Hipólito Agasse y Carmen Molina, nace Bertilia Agasse Molina esposa que fue del Ingeniero y general Abraham Williams Calderón.

En la década de 1920 apareció la propuesta sobre un nuevo mestizaje, que intentaba provocar la mezcla biológica de campesinos e indígenas hondureños con ciudadanos escandinavos, alemanes, franceses e ingleses. este sería el medio para construir una nueva raza de hondureños emprendedores, laboriosos, honrados, respetuosos de las leyes, entre otras cosas, moralmente intachables y físicamente bellos.
Durante la Primera Guerra Mundial y la Segunda Guerra Mundial en Europa, el gobierno de Honduras, dio apoyo y seguridad a los migrantes franceses, cuyas familias estaban en aquellos sitios devastados por las guerras.
En 1929 bajo la administración presidencial de Vicente Mejía Colindres se emitió la nueva Ley de Inmigración de ese año, trajo consigo igualdad, racismo y xenofobia entre los ciudadanos hondureños y los inmigrantes, se pretendía detener el flujo inmigrante de árabes, chinos y negros y promovía la llegada de blancos europeos
El gobierno de Honduras en 1978, con financiamiento del Banco Centroamericano de Integración Económica (BCIE), da inicio a la primera fase del Proyecto Arqueológico Copán (PAC) en el Copán, bajo la dirección del arqueólogo francés Claude Baudez.
En 1989, el arqueólogo hondureño Ricardo Agurcia Fasquelle -de ascendencia francesa- descubre dentro de la estructura del Templo 10L-16 el Templo Rosalila.

### Actualidad
En el año 2013 el censo oficial de los extranjeros nacionalizados hondureños fue de 29,000 personas, de los cuales 23,577 eran de países del continente americano, 2,939 de países de Europa, 56 de países de África, 19 de países de Oceanía y 2, 603 provenientes de Asia, de los cuales 1,415 son chinos.

## Médicos y militares franceses en Honduras
Durante el hervor independentista de las colonias europeas en América, los franceses tuvieron un papel importante del lado de los guerreros patrios; fueron franceses quienes ayudaron a los milicianos estadounidenses a independizarse del Reino Unido en 1776, mucho antes de realizar su Revolución francesa ocurrida en 1789. Del lado morazanista tenemos a los galenos Jean-Baptiste Fauconnier doctor en medicina egresado de la Universidad de París y Louis Gibourdel cirujano mayor del Ejército Aliado Protector de la Ley y quien fallecería en combate. El oficial Nicolás Raoul fue un ferviente "morazanista", el general de división Josep Isidore Saget (Francia, 1799 - 1854), se unió al Ejército Aliado Protector en 1827, acompañó a Morazán en la guerra contra Guatemala, sirvió en El Salvador donde falleció. El coronel Joseph Pierson nacido en Galicia de padres franceses, fue soldado del ejército guatemalteco, por sus inclinaciones liberales se unió al Ejército Aliado pero fue apresado y juzgado siendo jefe de Estado Mariano Aycinena, fue fusilado en la ciudad de Guatemala el 11 de mayo de 1827. El coronel Henry Torrelonge (Enrique) era un Antillano de origen francés, falleció en 1832 en la toma de Guatemala.
El coronel Héctor Galinier fue el primer director europeo de la Escuela Militar de Honduras entre 1881 a 1891. El oficial Alfredo Labreau fue contratado por el gobierno hondureño para ser director de la nueva Escuela Militar de Honduras. Se contempló la disposición del gobierno de Francia en acordar, que jóvenes oficiales de la Escuela Militar de Honduras, tendrían un número de becas para realizar estudios en la Escuela Militar de Saint Cyr.

## Aportes
Creación de centros de trabajo, idioma francés, cultura, gastronomía,
- Alianza Francesa, fundada en Tegucigalpa desde 1959, localizado en Lomas del Guijarro.
- Alianza Francesa en San Pedro Sula desde 1970 localizada en Barrio Río de Piedras.
- Liceo Franco Hondureño (Lycée Franco-Hondurien) (LFH)(La France au Honduras), fundado en Tegucigalpa en 1966.

## Apellidos
Abadie, Agasse, Berlioz, Beaugrand (Bográn), Bethencourt (Betancourth), Durand, Fasquelle, Fortín, Laffite, Leclerc, Lefevré, Leitzelar, Reynaud, Trochez.